# Ouroux-sur-Saône
Ouroux-sur-Saône és un municipi francès, situat al departament de Saona i Loira i a la regió de Borgonya - Franc Comtat. L'any 2007 tenia 2.846 habitants.

## Demografia

### Població
El 2007 la població de fet d'Ouroux-sur-Saône era de 2.846 persones. Hi havia 1.124 famílies, de les quals 252 eren unipersonals (102 homes vivint sols i 150 dones vivint soles), 422 parelles sense fills, 418 parelles amb fills i 32 famílies monoparentals amb fills.
La població ha evolucionat segons el següent gràfic:
Habitants censats

### Habitatges
El 2007 hi havia 1.240 habitatges, 1.138 eren l'habitatge principal de la família, 29 eren segones residències i 73 estaven desocupats. 1.132 eren cases i 104 eren apartaments. Dels 1.138 habitatges principals, 888 estaven ocupats pels seus propietaris, 217 estaven llogats i ocupats pels llogaters i 33 estaven cedits a títol gratuït; 4 tenien una cambra, 45 en tenien dues, 172 en tenien tres, 336 en tenien quatre i 580 en tenien cinc o més. 920 habitatges disposaven pel capbaix d'una plaça de pàrquing. A 393 habitatges hi havia un automòbil i a 673 n'hi havia dos o més.

### Piràmide de població
La piràmide de població per edats i sexe el 2009 era:
| Homes | Edats   | Dones |
| ----- | ------- | ----- |
| 0     | 95 o +  | 8     |
| 0     | 90 a 94 | 12    |
| 8     | 85 a 89 | 36    |
| 12    | 80 a 84 | 20    |
| 32    | 75 a 79 | 36    |
| 48    | 70 a 74 | 68    |
| 72    | 65 a 69 | 68    |
| 72    | 60 a 64 | 56    |
| 80    | 55 a 59 | 72    |
| 96    | 50 a 54 | 96    |
| 56    | 45 a 49 | 64    |
| 80    | 40 a 44 | 116   |
| 104   | 35 a 39 | 92    |
| 112   | 30 a 34 | 112   |
| 76    | 25 a 29 | 92    |
| 44    | 20 a 24 | 44    |
| 60    | 15 a 19 | 76    |
| 96    | 10 a 14 | 96    |
| 88    | 5 a 9   | 76    |
| 72    | 0 a 4   | 68    |

## Economia
El 2007 la població en edat de treballar era de 1.852 persones, 1.421 eren actives i 431 eren inactives. De les 1.421 persones actives 1.332 estaven ocupades (702 homes i 630 dones) i 88 estaven aturades (28 homes i 60 dones). De les 431 persones inactives 193 estaven jubilades, 119 estaven estudiant i 119 estaven classificades com a «altres inactius».

### Ingressos
El 2009 a Ouroux-sur-Saône hi havia 1.181 unitats fiscals que integraven 3.002,5 persones, la mediana anual d'ingressos fiscals per persona era de 18.118 €.

### Activitats econòmiques
Dels 107 establiments que hi havia el 2007, 4 eren d'empreses extractives, 3 d'empreses alimentàries, 1 d'una empresa de fabricació de material elèctric, 7 d'empreses de fabricació d'altres productes industrials, 24 d'empreses de construcció, 25 d'empreses de comerç i reparació d'automòbils, 7 d'empreses de transport, 6 d'empreses d'hostatgeria i restauració, 1 d'una empresa financera, 3 d'empreses immobiliàries, 10 d'empreses de serveis, 5 d'entitats de l'administració pública i 11 d'empreses classificades com a «altres activitats de serveis».
Dels 33 establiments de servei als particulars que hi havia el 2009, 1 era una oficina de correu, 3 tallers de reparació d'automòbils i de material agrícola, 4 paletes, 7 guixaires pintors, 3 fusteries, 3 lampisteries, 2 electricistes, 4 perruqueries, 1 veterinari, 3 restaurants i 2 salons de bellesa.
Dels 11 establiments comercials que hi havia el 2009, 1 era un hipermercat, 1 un supermercat, 2 fleques, 2 carnisseries, 1 una peixateria, 3 botigues d'electrodomèstics i 1 una joieria.
L'any 2000 a Ouroux-sur-Saône hi havia 42 explotacions agrícoles que ocupaven un total de 520 hectàrees.

## Equipaments sanitaris i escolars
L'únic equipament sanitari que hi havia el 2009 era una farmàcia.
El 2009 hi havia 1 escola maternal i 1 escola elemental.

## Poblacions més properes
El següent diagrama mostra les poblacions més properes.